# 约翰·弗里德里希·布卢门巴赫
约翰·弗里德里希·布卢门巴赫（德語：Johann Friedrich Blumenbach，1752年5月11日—1840年2月22日）是一位德国医学家、生理学家、人类学家。他是首先把人类当作自然史研究对象的人之一，他用比较解剖学的方法，将人类种族分为五类（蒙古人种、尼格罗人种、高加索人种、马来人种、印第安人种）。